# Гвідо III Сполетський
Гі або Гвідо III Сполетський (лат. Guido Spoletensis, італ. Guido di Spoleto, 12 грудня 894) — король Італії з 889, імператор Заходу з 891, маркграф Камеріно, герцог Сполето з роду Гвідонідів, молодший син Гі (Гвідо) I, герцога Сполето та його дружини Ітти.

## Біографія
Був одружений з Агельтрудою, дочкою князя Беневентського Адельчіза, з якою мав сина Ламберта.
У 876 році  імператор Карл II Лисий передав у володіння Гвідо марку Камерино. А в 882 році, після смерті свого племінника Гвідо II, він через малолітство його сина успадкував Сполето. Гвідо продовжив боротьбу проти Папи, розпочату Ламбертом II. Крім того він відмовився повернути землі, захоплені братом, вступив у союз з Візантією, отримуючи звідти гроші. У підсумку, за розбійницькі напади на Папську область, імператор Карл III Товстий в 883 році предав Гвідо опалі і оголосив про конфіскацію його володінь як у зрадника. Виконати це рішення він доручив маркграфу Фріульському Беренгару I. Звідси суперництво цих двох государів, що спричинило за собою спустошення Італії. Але Беренгар нічого зробити не зміг — його армію вразила епідемія і змусила його відступити. Через 2 роки Гвідо з'явився в Павії на королівській асамблеї, де поклявся у вірності імператору, після чого всі звинувачення з нього були зняті, а наказ про конфіскацію було відмінено. Після примирення Гі з імператором, Папа Стефан V в 885 році усиновив Гі і уступив йому Капую і Беневент.
У 882 році на бенкеті в Равенні імператор Священної Римської імперії Карл II Лисий позбавив його володінь за розбійницькі напади на папські володіння, проте наступного року скасував це рішення.
Після зміщення Карла III у 887 році відбувся остаточний розпад імперії. Королем Італії був обраний Беренгар Фріульський. Гі, як родич архієпископа Реймського Фулька, мав надію коронуватись королем Франції. Тому він прибув до Лангра. У лютому 888 року єпископ Лангра коронував Гвідо. Проте, того ж року (888) королем Франції був коронований граф Паризький Ед, Гі повернувся до Італії, де став змагатись за корону цієї країни та титул імператора Священної Римської імперії. Але більшість французької знаті підтримало кандидатуру Еда Паризького, який коронувався 29 лютого 888. Зрозумівши, що тут він нічого не доб'ється, Гвідо відрікся від французької корони і повернувся до Італії, вирішивши спробувати щастя тут. У жовтні 888 року він перетнув кордон Італії, але близько Брешії був розбитий армією Беренгара, після чого попросив перемир'я. Скориставшись перемир'ям, Гвідо зібрав армію, за допомогою якої зміг розбити Беренгара. У результаті в лютому 889 року в Павії Гвідо був обраний королем Італії, а потім коронований. Користуючись підтримкою Папи Стефана V він 21 лютого 891 року був коронований імператором разом з дружиною Ангельтрудою, дочкою князя Беневенто Адельчіза.
Ставши імператором, Гвідо подбав про те, щоб посилити охорону кордонів. Для цього він заснував 2 нових маркграфства. Маркграфом Іврейської марки він призначив Анскара I, родоначальника Іврейської династії, що приїхав до Італії разом з Гвідо після невдалої спроби стати королем Франції. Інше маркграфство він утворив в 892 році на північно-східному кордоні, його правителем він зробив свого дядька Конрада.
На асамблеї в Павії в травні 891 Гвідо домігся королівського титулу для свого сина Ламберта (бл. 880 — 15 жовтня 898), якому тоді було близько 12 років. А 30 квітня 892 року новий Папа Формоз коронував в Равенні Ламберта імператорською короною. Але незабаром проти Гвідо виступив король Німеччини Арнульф Каринтійський, покликаний Папою Формозом, який недовірливо ставився до посилення влади Гвідо. Арнульф послав в 893 році армію на чолі зі своїм незаконним сином Цвентібольдом, поєднаного з Беренгаром Фріульським. Армія взяла в облогу Павію, але незабаром Гвідо зміг відкупитися від Цвентібольда, який у результаті кинув Беренгара і повернувся до Німеччини. Незабаром Папа і Беренгар знову звернулися до Арнульфа, який у січні 894 року особисто очолив армію, яка вирушила до Італії. Гвідо замкнувся в Павії, а Арнульф влаштував показову бійню в Бергамо, розграбувавши місто й повісивши місцевого графа Амвросія, що зберіг вірність Гвідо. Почувши про це, Гвідо втік з Павії, а Арнульф проголосив себе королем Італії. Проти нього виступила знать, включаючи обманутого Беренгара. Побоюючись, що у нього не вистачить сил на підкорення Італії, Арнульф повернув назад. Після цього Гвідо став збирати армію для протистояння Беренгару, але несподівано помер 12 грудня 894 року.

## Шлюб і діти
Дружина:Агельтруда, дочка Адельчіза I, князя Беневенто. Діти:
- Ламберт III (II) (бл. 875 / 880–898), король Італії, імператор Заходу, герцог Сполето і маркграф Камеріно
- Гвідо IV († 897), герцог Сполето і маркграф Камеріно з 889 / 895, герцог Беневенто з 895 [3]